# Hilter am Teutoburger Wald
Hilter am Teutoburger Wald er en kommune med godt 10.100 indbyggere (2013), beliggende centralt i den sydlige del af Landkreis Osnabrück, i den tyske delstat Niedersachsen.

## Geografi
Hilter ligger i den vestlige del af Teutoburger Wald. Højeste punkt er Hohnangel (262 moh.) i den sydøstlige ende af kommunen. Dele af Hilter kommune ligger på bjerget Limberg, hvor Zeppeliner LZ 7 „Deutschland“ styrtede ned i 1910. Der blev på Zeche Hilterberg (en del af Limberg) udvundet kul mellem 1885 og 1903.

### Nabokommuner
Hilter grænser mod nord til Georgsmarienhütte og Bissendorf, mod øst til Melle, mod syd til Dissen, Bad Rothenfelde og Bad Laer samt mod vest til Bad Iburg.

### Inddeling
Bydele og indbyggertal:
- Allendorf (207)
- Borgloh (1.745)
- Ebbendorf (731)
- Eppendorf (296)
- Hankenberge (676)
- Hilter (4.730) - Administrationsby
- Natrup (medregnet i indb.tallet for Hilter)
- Uphöfen (220)
- Wellendorf (1.567)

(indb. pr 20. juni 2011)